# Universidad İnönü

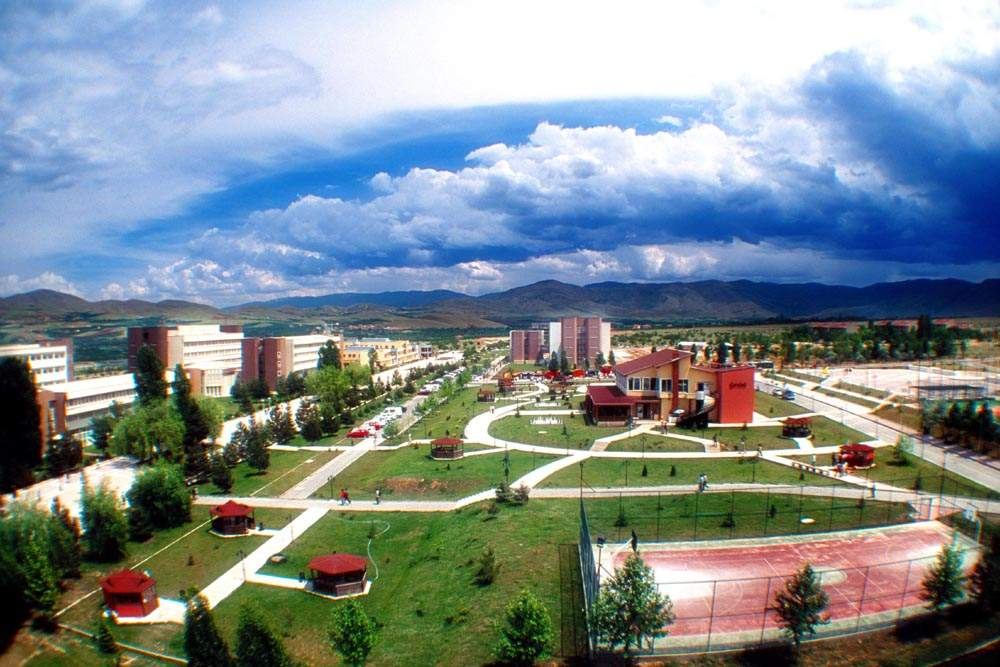
Campus principal de la Universidad İnönü

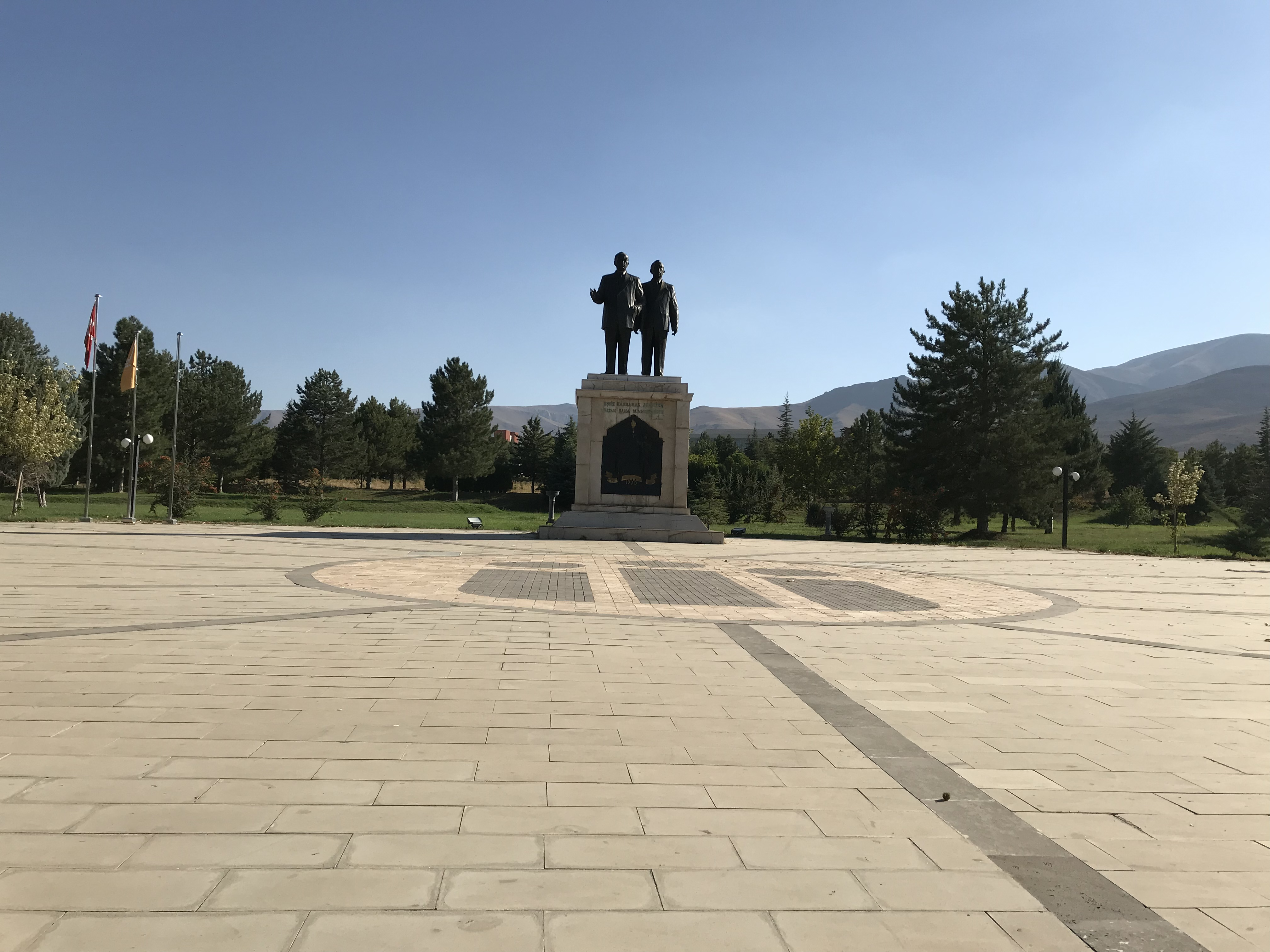
Estatua de İsmet İnönü en el campus principal

La Universidad İnönü es una universidad pública ubicada en Malatya, Turquía. El 28 de enero de 1975, la Gran Asamblea Nacional de Turquía ordenó la creación de la Universidad İnönü en Malatya, la ciudad natal del segundo presidente de Turquía, İsmet İnönü.
La Universidad İnönü es una de las universidades públicas más grandes de la zona oriental de Turquía y cuenta con 6 institutos, 14 facultades, 2 colegios, incluido 1 conservatorio estatal, 31 centros de investigación, 1 Parque científico y 1 hospital universitario. De sus aulas, se gradúan cada año unos 3.000 profesionales desde 1975. Actualmente, la Universidad İnönü tiene más de 1.600 profesores y asistentes de investigación, alrededor de 3.500 estudiantes de posgrado y más de 41.000 estudiantes de pregrado (aproximadamente 1.500 estudiantes de diferentes nacionalidades).

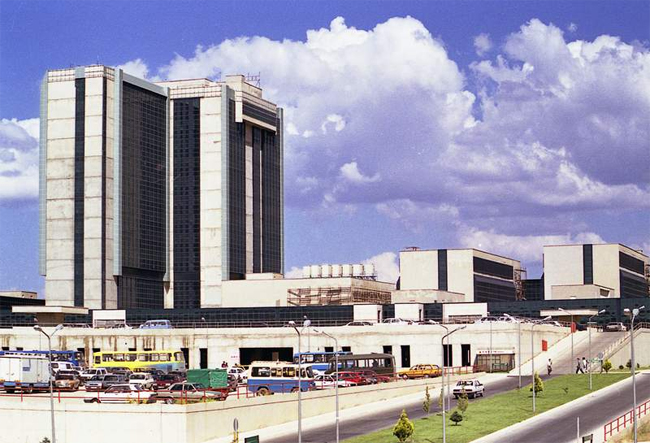
Centro Médico Turgut Ozal, en el campus principal de la Universidad İnönü

El Centro Médico Turgut Özal de la Universidad İnönü es uno de los hospitales de investigación y formación más grandes del mundo. Cuenta con 1.352 camas y 38 quirófanos y funciona como hospital de distrito y también acepta pacientes de países vecinos. Se ha especializado en trasplantes de hígado y de riñón, así como en trasplantes de médula ósea y lesiones por quemaduras. Además, la Universidad İnönü cuenta con el Centro de energía solar más grande de Turquía; un centro que comenzó a funcionar en mayo de 2015 y cubre el 30 % de las necesidades de electricidad del Centro Médico.

## Facultades y escuelas

### Institutos
- Instituto de Estudios Alevistas
- Instituto de Ciencias de la Educación
- Escuela de Posgrado en Ciencias Naturales y Aplicadas
- Instituto de Trasplante de Hígado
- Instituto de Ciencias de la Salud
- Instituto de Ciencias Sociales

### Facultades
- Facultad de Odontología
- Facultad de Farmacia
- Facultad de Ciencias de la Educación
- Facultad de Artes y Ciencias
- Facultad de Bellas Artes y Diseño
- Facultad de Enfermería
- Facultad de Derecho
- Facultad de Ciencias Económicas y Administrativas
- Facultad de Teología
- Facultad de Comunicación
- Facultad de Ingeniería
- Facultad de Ciencias de la Salud
- Facultad de Ciencias del Deporte
- Facultad de Medicina

### Conservatorio
- Conservatorio estatal

### Escuelas
- Escuela de Lenguas Extranjeras

### Escuelas profesionales
- Escuela Profesional de Justicia
- Escuela Profesional de Malatya
- Escuela Profesional de la zona industrial organizada de Malatya
- Escuela Profesional de Servicios de Salud

### Centros de investigación
- Centro de Investigación y Aplicación de Estudios Africanos
- Centro de investigación y aplicación de la cultura musical de Arguvan
- Centro de investigación y aplicación del desarrollo apícola
- Centro de Investigación y Aplicación de Estudios Arqueológicos de Arslantepe
- Centro de investigación y aplicación de los principios y la historia de la revolución de Atatürk
- Centro de investigación y aplicación del alevismo-bektashismo de Eurasia
- Centro de Investigaciones Científicas y Tecnológicas
- Centro de Investigación y Aplicación de la Biotecnología
- Centro de Investigación y Aplicación de Cuestiones Medioambientales
- Centro de Investigación y Aplicación de la Ley para Niños con Discapacidades
- Centro de Investigación y Aplicación de la Artesanía Tradicional
- Centro de Investigación y Aplicación de Medicinas Populares Tradicionales
- Centro de Investigación y Aplicación de la Astronomía
- Centro de investigación y aplicación de estudios del sur de Asia
- Centro de investigación y aplicación farmacéutica
- Centro de Investigación y Aplicación de los Derechos Humanos
- Centro de Investigación y Aplicación de la Estadística y la Econometría
- Centro de Investigación y Aplicación de Estudios sobre la Mujer, la Familia y la Comunidad
- Centro de investigación y aplicación de catálisis
- Centro de investigación y aplicación de excelencia en investigación clínica
- Centro de Investigación y Aplicación de la Cultura
- Centro de investigación y aplicación de contabilidad y finanzas
- Centro de investigación y aplicación de estudios Niyâzî-i Mısrî
- Centro de investigación y aplicación de la era otomana
- Centro de Estudios Estratégicos
- Centro de Investigación y Aplicación de la Educación Continua
- Centro de investigación y aplicación de la enseñanza turca
- Centro de Investigación y Aplicación de la Educación a Distancia
- Centro de investigación y aplicación de la cooperación entre la universidad y la industria
- Centro de Investigación y Aplicación de Ciencias Reproductivas y Bioinformática Avanzada
- Centro de investigación y aplicación para superdotados

## Centro Médico Turgut Özal

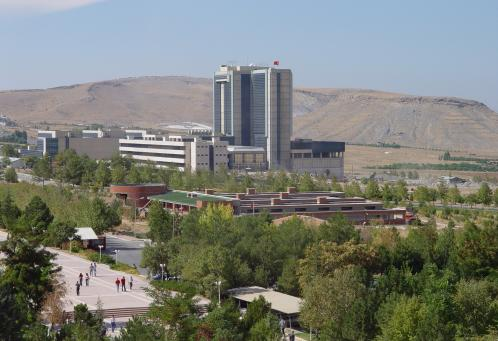
Centro médico Turgut Ozal

El hospital de la Facultad de Medicina de la Universidad Inönü inició sus servicios en 1990, temporalmente en los locales del Hospital Estatal. La primera piedra del nuevo Centro Médico Turgut Özal se colocó en 1991 y el centro se completó en cinco años, y comenzó a funcionar en 1996. El Centro Médico Turgut Özal de la Universidad İnönü se encuentra en el campus de la Universidad İnönü, en la carretera 309, a 10 km al este de Malatya. La superficie total del Centro Médico Turgut Özal es de 124.000 m². El edificio cuenta con 16 plantas, 1.352 camas, 31 servicios, más de 20 salas de cuidados intensivos y 38 quirófanos. Funciona como hospital de distrito y también acepta pacientes de países vecinos. Se encuentra entre los tres mejores hospitales en trasplante de hígado en el mundo y también atiende en otras áreas como trasplantes de riñón, trasplantes de médula ósea y lesiones por quemaduras .

## Rectores
| Rector                | Inicio | Finalización | Ámbito                               |
| --------------------- | ------ | ------------ | ------------------------------------ |
| Ahmet Kizilay         | 2016   | continúa     | Otorrinolaringología                 |
| Cemil Celik           | 2008   | 2016         | Bioquímica                           |
| Fatih Hilmioglu       | 2000   | 2008         | Medicina interna y gastroenterología |
| Ömer Sarlak           | 1996   | 2000         | Ortopedia y Traumatología            |
| Mehmet Yucesoy        | 1992   | 1996         | Medicina interna                     |
| Behsan Onol           | 1992   | 1992         | Patología                            |
| Ali Oto               | 1991   | 1992         | Medicina interna y cardiología       |
| Engin Mevlut Gozukara | 1986   | 1991         | Bioquímica                           |
| Yuksel Isyar          | 1985   | 1986         | Agricultura                          |
| Safa Erkun            | 1984   | 1985         | Sociología                           |
| Cemal Aydin           | 1984   | 1984         | Astronomía                           |
| Nihat Nirun           | 1982   | 1983         | Sociología                           |
| A. Fuat Cesur         | 1981   | 1982         | Física                               |
| Sureya Aybar          | 1975   | 1980         | Química                              |